# 礁溪粟螺
礁溪粟螺（学名：Stenothyra chiaochiensis）为粟螺科粟螺屬下的一个种。